# 莫尔库尔
莫尔库尔（法語：Maurecourt，法語發音：[moʁkuʁ] ⓘ）是法国伊夫林省的一个市镇，位于该省东北部，塞纳河右岸，属于圣日耳曼昂莱区。

## 地理
莫尔库尔（48°59'50"N, 2°3'43"E）面积3.65 平方千米，位于法国法蘭西島大區伊夫林省，该省份为法国北部内陆省份，北起瓦兹河谷省，西接厄尔省，西南接厄尔-卢瓦省，东南接埃松省，东临上塞纳省。
与莫尔库尔接壤的市镇（或旧市镇、城区）包括：昂德雷西、孔夫朗-圣奥诺里讷、塞纳河畔特列勒、茹伊勒穆捷、瓦兹河畔讷维尔。

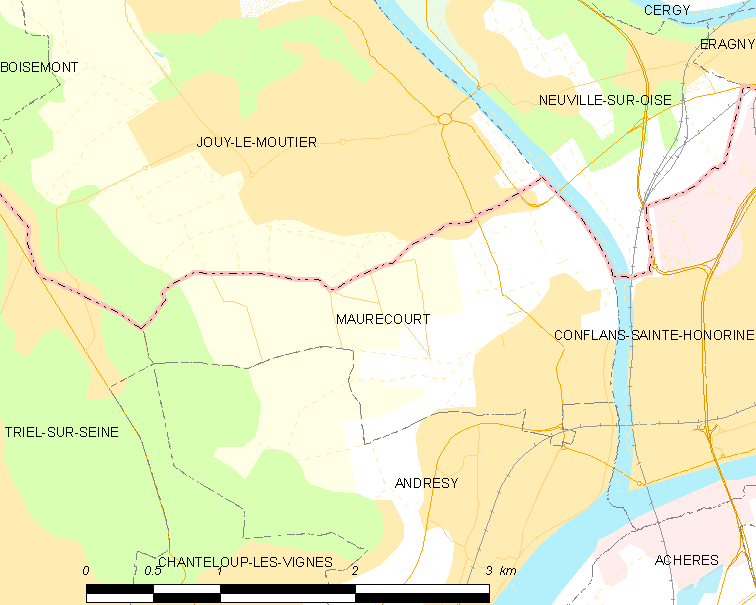
莫尔库尔的OSM定位图

莫尔库尔的时区为UTC+01:00、UTC+02:00（夏令时）。

## 行政
莫尔库尔的邮政编码为78780，INSEE市镇编码为78382。

## 政治
莫尔库尔所属的省级选区为孔夫朗圣奥洛里娜县。

## 人口

1962-2008年间莫尔库尔人口变化图示

莫尔库尔于2022年1月1日时的人口数量为4399人。